# Chinjeolhan geumjassi
Chinjeolhan geumjassi (hangul 친절한 금자씨}) comercialitzada internacionalment com Sympathy for Lady Vengeance o Lady Vengeance) és una pel·lícula de thriller psicològic neo-noir de Corea del Sud del 2005 dirigida per Park Chan-wook. La pel·lícula és la tercera i última entrega de la trilogia de la venjança, després de Sympathy for mr. Vengeance (2002) i Old Boy (2003). És protagonitzada per Lee Young-ae com a Lee Geum-ja, una dona que va sortir de la presó després de complir la condemna per un assassinat que no va cometre. La pel·lícula explica la seva història de venjança contra el veritable assassí.
La pel·lícula va debutar el 29 de juliol de 2005 a Corea del Sud, i va competir pel Lleó d'Or a la 62a Mostra Internacional de Cinema de Venècia el setembre de 2005. Tot i que no va aconseguir guanyar a la competició, va sortir amb Cinema of The Future. el premi Young Lion, i el premi a la millor pel·lícula innovadora en la secció no competitiva. Va guanyar el premi a la millor pel·lícula als 26ns Blue Dragon Film Awards. La pel·lícula es va estrenar als Estats Units el 30 de setembre de 2005 al Festival de Cinema de Nova York. Va començar el seu llançament limitat als cinemes estatunidencss el 5 de maig de 2006, amb ressenyes favorables de la crítica.

## Argument
Una processó musical cristiana espera amb un bloc simbòlic de tofu fora d'una presó l'alliberament de Lee Geum-ja (Lee Young-ae), una presa reformada. Condemnada per segrestar i assassinar un escolar de 5 anys, Won-mo, 13 anys abans, Geum-ja es va convertir en una sensació nacional per la seva jove edat, l'aspecte angelical i la confessió ansiosa del crim. Tanmateix, es va convertir en un model inspirador per a la reforma dels presoners durant el seu empresonament, i la seva aparent transformació espiritual li va valer una alliberació anticipada. Lliure, ara està intentant venjar-se.
Geum-ja demostra ràpidament que el seu comportament "de bon cor" a la presó va ser una cobertura per guanyar-se el favor i promoure els seus plans de venjança. Visita les altres preses en llibertat condicional i demana favors que inclouen menjar, refugi i armes. Comença a treballar en una pastisseria i pren com a amant un jove dependent de botiga, Geun-Shik, que si hagués viscut tindria la mateixa edat que Won-mo.
Es revela que Geum-ja no va assassinar Won-mo. El detectiu del seu cas era conscient de la seva innocència, però la va ajudar a conèixer els detalls de l'escena del crim per assegurar-se que la seva confessió semblés creïble. Quan era una jove estudiant de secundària, Geum-ja s'havia quedat embarassada i, amb por d'anar a casa amb els seus pares, va demanar ajuda al Sr. Baek (Choi Min-sik), un mestre de la seva escola. El Sr. Baek esperava que Geum-ja li proporcionés sexe i l'ajudés en el segrest a canvi. La va utilitzar per atraure Won-mo, de 5 anys, cap a ell, fent-li creure que només volia obtenir un rescat i el nen tornaria sa i estalvi a casa, però va acabar assassinant-lo. Llavors va segrestar la filla de Geum-ja i va amenaçar de matar la criatura si Geum-ja no n’assumia la culpa. Geum-ja ha passat el seu temps a la presó planejant venjar-se del Sr. Baek per l'assassinat de Won-mo, per enviar-la a la presó i per fer créixer la seva filla sense mare.
Geum-ja descobreix que la seva filla va ser adoptada per pares australians. Jenny, ara adolescent, no parla coreà i inicialment es mostra hostil cap a la seva mare, però li suplica tornar amb ella Seül. Geum-ja planeja segrestar i assassinar al Sr. Baek, ara professor d'infantil en una escola bressol, amb l'ajuda de la seva dona, una altra ex-reclusa, que s'encarrega de posar-li somnífers al menjar. El Sr. Baek havia sicaris per matar Geum-ja i Jenny, però Geum-ja els mata i s'emporta al Sr. Baek, que està inconscient.
El Sr. Baek es desperta lligat a una cadira en una escola abandonada. A la corretja del seu telèfon mòbil, Geum-ja descobreix el marbre taronja de l'escena del crim de Won-mo, que s'havia pres com un trofeu, i s'horroritza en veure les quincalles d'altres nens també a la corretja. Després de disparar-li als dos peus, descobreix vídeos snuff al seu apartament dels altres nens que havia assassinat. L'objectiu principal mai havien estat els diners; segrestava i assassinava un nen de cada escola on treballava perquè els trobava molestos. Després de matar a cadascun, fingia una trucada de rescat als pares, recollia els diners i passava a una escola diferent.
Enfadats perquè van morir quatre nens més perquè Geum-ja no va lliurar l'assassí real fa 13 anys, Geum-ja i el detectiu del cas original es posen en contacte amb els pares i familiars dels nens desapareguts i es troben a l'escola. Després de veure cada cinta, el grup decideix matar el Sr. Baek junts. Es turnen colpejant, mutilant i torturant-lo fins que mor, després es fan una foto de grup, assegurant-se que cap d'ells no pot denunciar els altres sense implicar-se. Després enterren el cadàver a l'exterior.
Geum-ja, el detectiu i els familiars convergeixen a la fleca i fan una petita celebració, mentre fora es posa a nevar. En acabar la celebració, als lavabos de la fleca Geum-ja veu el fantasma de Won-mo, que després es transforma en el seu jo adult, l'edat que hauria tingut si no hagués sigut assassinat. Geum-ja somriu al fantasma i intenta parlar dolçament amb ell, però aquest li posa una mordassa; la venjança no li ha fet obtenir el perdó. Més tard, Geum-ja torna amb la Jenny i li diu a la seva filla que visqui purament, ensenyant-li un pastís cobert de glaç blanc, fent un paralel·lisme amb el tofu que li havien ofert a ella al principi de la pel·lícula. Jenny somriu i ofereix a la seva mare una mica del glaç que ha agafat amb el dit, però aquesta no es sent capaç d'acceptar-lo, fins que finalment enfonsa tota la cara al pastís i plora mentre la Jenny l'abraça.

## Repartiment
- Lee Young-ae com a Lee Geum-ja
- Choi Min-sik com el Sr. Baek (Baek Han-sang)
- Kwon Yea-young com a Jenny
- Kim Si-hoo com a Geun-shik
- Oh Dal-su com el Sr. Chang
- Lee Seung-shin com Park Yi-jeong
- Go Soo-hee com a Ma-nyeo ("Bruixa")
- Kim Byeong-ok com a El predicador
- Ra Mi-ran com a Oh Su-hee
- Seo Young-ju com a Kim Yang-hee
- Kim Boo-seon com Woo So-young
- Ko Chang-seok com el marit de So-young
- Lee Dae-yeon com a pare d'un nen segrestat
- Nam Il-woo com el detectiu Choi
- Kim Hee-soo com a Se-hyun
- Oh Kwang-rok com el pare de Se-hyun
- Lee Byung-joon com a Dong-hwa
- Choi Jung-woo com el pare de Dong-hwa
- Ryoo Seung-wan com a transeünt
- Song Kang-ho com a assassí 1
- Shin Ha-kyun com a assassí 2
- Yoo Ji-tae com a gran Won-mo, tal com es veu en una visió
- Seo Ji-hee com a Eun-joo
- Won Mi-won com a àvia d'Eun-joo
- Kim Ik-tae com el pare de Won-mo
- Kim Yoo-jung com a Jae-kyung
- Sóc Soo-kyung com a oficial de presons
- Choi Hee-jin com a presoner 3
- Jeon Sung-ae com a presoner 4
- Kim Jin-goo com a Ko Seon-sook
- Kang Hye-jung com a locutor de televisió
- Tony Barry com el pare adoptiu de Jenny
- Anne Cordiner com a mare adoptiva de Jenny

## Producció

### Música
La partitura de la pel·lícula, composta per Choi Seung-hyun, té una temàtica molt barroca, amb moltes peces amb clavicèmbal, guitarres barroques i altres instruments. El tema principal és una versió editada de "Ah ch'infelice sempre" de Vivaldi de "Cessate, omai cese". La cançó és apropiada ja que la melodia de la versió inèdita la canta una dona que busca venjança d'un home que l'ha traït, igual que la pròpia pel·lícula. El 24è Caprici de Paganini també apareix moltes vegades. L'escena final va acompanyada d'un arranjament de Jordi Savall de Mareta, una cançó de bressol en valencià d'un compositor anònim del segle XVII d'Alacant.

### Versió que s'esvaeix a blanc i negre
Existeixen dues versions de la pel·lícula, la versió estàndard i la "Versió Fade to Black and White". L'última versió comença a tot color, però al llarg de la pel·lícula el color s'esvaeix gradualment fins a quedar totalment en blanc i negre al final de la pel·lícula.En conjunció amb la tècnica de la càmera per eliminar els colors, també hi ha un canvi en els colors ambientals utilitzats en fons i roba. Al principi de la pel·lícula, els ambients contenen molts colors primaris, mentre que al final de la pel·lícula s'utilitzen tons pastel, negres i blancs. Geum-ja porta un abric blau a la primera part de la pel·lícula, però aquest es substitueix per un abric de cuir negre al final. Les parets de colors vius de la presó i el dormitori de Geum-ja es substitueixen per les parets grises de l'escola.
Les dues versions de la pel·lícula es van projectar als cinemes coreans, tot i que la versió esvaïda només es va presentar en format digital en uns quants multiplex equipats amb DLP.
Des d'aleshores, aquesta versió ha estat disponible al DVD de l'edició especial coreana de Lady Vengeance (només amb àudio DTS), i al conjunt de DVD i Blu-ray de Tartan Films llançaments de la trilogia Vengeance. A l'embalatge de la caixa de tartan, la versió s'anomena incorrectament "Fade to White version".

## Estrena

### Taquilla
Lady Vengeance es va estrenar a Corea el 29 de juliol de 2005 amb un gran èxit de taquilla, va recaptar 7.382.034 de dòlars el cap de setmana d'obertura i va recaptar un total de 22.590.402 dòlars només a Corea del Sud. En termes d'entrades totals, va ser la setena estrena nacional més gran a Corea aquell any, i la vuitena més gran en general amb 3.650.000 entrades venudes a tot el país. Va aconseguir un gran èxit financer.
La pel·lícula es va estrenar en estrena limitada a dos cinemes nord-americans el 28 d'abril de 2006 sota el títol Lady Vengeance. El cap de setmana d'obertura, va guanyar 9.850 dòlars (4.925 dòlars per pantalla). Va recaptar 211.667 dòlars durant tota la seva carrera, reproduint-se en 15 sales durant el seu punt més alt i va recaptar un total de 23.809.504 dòlars arreu del món.

### Recepció crítica
Lady Vengeance té un 76% d'aprovació a Rotten Tomatoes. El consens de la crítica afirma: "Estilísticament cridaner i terriblement violent, Sympathy for Lady Vengeance encaixa perfectament amb les altres dues pel·lícules de la trilogia de venjança de Park." Té una puntuació mitjana de 75/100 a Metacritic.

## Premis i nominacions
2005 Blue Dragon Film Awards
- Millor pel·lícula
- Millor actriu - Lee Young-ae
- Nominació - Millor director - Park Chan-wook
- Nominació - Millor fotografia - Chung Chung-hoon
- Nominació - Millor il·luminació - Park Hyun-won
- Nominació - Millor direcció artística - Cho Hwa-sung
- Nominació - Millor música - Jo Yeong-wook
- Nominació - Premi tècnic - Kim Sang-bum, Kim Jae-bum (muntatge)

2005 Premis del Cinema Coreà
- Nominació - Millor actriu - Lee Young-ae
- Nominació - Millor fotografia - Chung Chung-hoon
- Nominació - Millor muntatge - Kim Sang-bum, Kim Jae-bum
- Nominació - Millor direcció artística - Cho Hwa-sung
- Nominació - Millor música - Jo Yeong-wook

2005 Premis Director's Cut
- Millor actriu - Lee Young-ae

2006 Baeksang Arts Awards
- Millor actriu - Lee Young-ae
- Nominació - Millor pel·lícula
- Nominació - Millor director - Park Chan-wook

2006 Grand Bell Awards
- Nominació - Millor pel·lícula
- Nominació - Millor director - Park Chan-wook
- Nominació - Millor actriu - Lee Young-ae
- Nominació - Millor actor novell - Kim Shi-hoo

2006 Premis de Cinema de Hong Kong
- Nominació - Millor pel·lícula asiàtica

## Aparicions a la cultura popular
- A la sèrie dramàtica del 2017 Saimdang, Memoir of Colors, el personatge Geum Ja va fer un cameo (interpretat per la mateixa actriu) en un club de ball.
- Geum-ja va ser la inspiració darrere d'Oh Geum-ji de Lowlife Princess: Noir.[10]